# Guacamayas, Boyacá
Guacamayas là một thị xã và đô thị ở Departamento Boyacá, thuộc phân vùng Gutiérrez.